# Masaaki Suzuki
Masaaki Suzuki (japonsky 鈴木 雅明, 29. dubna 1954 Kóbe) je japonský dirigent a hráč na klávesové nástroje, zakladatel a umělecký vedoucí souboru Bach Collegium Japan.
Studoval varhany a skladbu v Tokiu, poté pokračoval ve studiu hudby v Amsterdamu. Roku 1983 začal učit hudbu v Kóbe, roku 1990 založil barokní orchestr Bach Collegium Japan. Kromě toho nahrál velkou část Bachova varhanního a cembalového díla.
Suzukui zároveň pokračoval i v akademické kariéře. Stal se profesorem cembala a varhan v Tokiu a od roku 2009 je zároveň hostujícím profesorem v Yale. Roku 2012 získal Bachovskou cenu Královské hudební akademie.